# الدين في المجر
الدين في المجر (إحصاء 2022)
الدين في المجر متنوع، والمسيحية هي الديانة الأكبر. في التعداد الوطني لعام 2022، عرف 42.5% من السكان عن أنفسهم كمسيحيين، منهم 29.2% من أتباع الكاثوليكية (27.5% يتبعون الطقوس الرومانية، و1.7% يتبعون الطقوس اليونانية)، و9.8% من الكالفينية، و1.8% من اللوثرية، و0.2% من المسيحية الأرثوذكسية الشرقية، و1.5% من الطوائف المسيحية الأخرى. عرف 1.3% من السكان أنفسهم على أنهم من أتباع ديانات أخرى؛ توجد في البلاد أقليات تمارس البوذية والهندوسية والإسلام واليهودية والبهائية والطاوية والدين المجري المحلي وغيرها من الوثنيات الجديدة والعصر الجديد. في الوقت نفسه، لم يجب 40.1% من السكان، ولم يحددوا معتقداتهم أو (عدم معتقداتهم)، بينما حدد 16.1% أنفسهم على أنهم غير متدينين.

## التاريخ

### القرن الأول إلى العاشر
في العصور القديمة، كانت أراضي حوض الكاربات التي تغطيها دولة المجر المعاصرة مأهولة بقبائل مستقرة من السلتيين والإيليريين (البانونيين) في الأجزاء الواقعة غرب نهر الدانوب - منطقة ترانسدانوبيا -، والقبائل البدوية من السكيثيين السيبيريين (الإيازيجيس) في الأجزاء الواقعة شرق نهر الدانوب - السهل الأعظم -، بدرجات متفاوتة من العلاقات مع بعضهم البعض. في السنوات الأولى من القرن الأول، دمجت الأراضي الغربية السلتية الإيليرية في منطقة بانونيا في الإمبراطورية الرومانية؛ كان الغزو العسكري الروماني للمنطقة قد بدأ بالفعل في عهد أغسطس، الذي دفع الحدود الرومانية إلى ضفاف نهر الدانوب في الفترة من 12 إلى 9  قبل الميلاد، وبحلول عام 20 بعد الميلاد، تم إنشاء المعسكر العسكري الدائم في أكوينكوم، الواقع داخل المنطقة التي أصبحت اليوم مدينة بودابيست. كان الشعب السلتي الإيليري، الذي أصبحت الثقافة السلتية مهيمنة بينهم، قد تحول جزئيًا إلى الرومانية في ظل الإمبراطورية الرومانية؛ كان هذا صحيحًا بشكل خاص بالنسبة لطبقاتهم العليا، بينما حافظ السكان ككل على الثقافة السلتية الأصلية لفترة طويلة حتى في ظل الرومانية. دينيًا، قامت السلطات الرومانية ببناء معابد للدين الروماني الرسمي للدولة، لجوبيتر وجونو ومينيرفا، ولكن أيضًا المعابد الرومانية السلتية التي استمرت في عبادة الدين السلتي ما قبل الروماني. انتشرت الديانات الغامضة، التي تركز على الخلاص الفردي من العالم الآخر، والتي نشأت في المقاطعات الجنوبية الشرقية للإمبراطورية الرومانية، إلى بانونيا أيضًا، بما في ذلك الميثراية اليونانية الرومانية الإيرانية، وأسرار إيزيس وأنوبيس وسرابيس اليونانية الرومانية المصرية، واليهودية اليونانية الرومانية السامية، والمسيحية أيضًا من القرن الثاني، كما تم بناء أماكن عبادة مختلفة لهذه الديانات أيضًا.
كانت بانونيا الرومانية تتعرض بشكل دوري للهجوم من قبل جيرانها السكيثيين الشرقيين الرحل في السهل العظيم، والذين انضم إليهم طوال القرنين الثاني والثالث العديد من البدو الجرمانيين، وفي المنعطف بين القرنين الرابع والخامس من قبل الهون، وهو اتحاد متعدد الأعراق من القبائل البدوية التي يمكن تحديد جوهرها الأصلي على الأرجح على أنها شيونغنو من المصادر الصينية، الذين جاءوا من منغوليا الداخلية وصحراء جوبي والذين بنى الصينيون ضدهم سور الصين العظيم، ولكن بحلول ذلك الوقت، وخاصة في عهد ملكهم أتيلا (حوالي 406-453)، استوعب العديد من القبائل الجرمانية، وخاصة القوط. في عام 409، ثم في عام 433 من قبل الجنرال فلافيوس أيتيوس، تنازل الرومان عن أراضي بانونيا للهون، الذين جعلوها مستوطنتهم المركزية؛ كان هذا بمثابة بداية التحول العرقي لسكان المنطقة: مع تراجع القوة الرومانية، لم يتم إزاحة الرومان السلتيين المحليين تمامًا من قبل الوافدين الجدد، الذين استوعبوهم ثقافيًا ولغويًا، على الرغم من تقلص عددهم بشكل كبير. لا يعرف سوى القليل عن ديانة الهون، باستثناء أن الغريفين المجنح ربما كان سلفهم الحيواني الطوطمي. بين القرنين السادس والثامن، كانت مناطق بانونيا والسهل الكبير يهيمن عليها أولًا الغبيديون الجرمانيون ثم الآفار، وهو تحالف متعدد الأعراق من القبائل البدوية المشابهة للهون، الذين جلبوا طواطم أخرى وموضوع شجرة العالم متعددة الطبقات التي تصل إلى أقصى السماء، والتي استمرت مع المعتقدات الهونية السابقة في معتقدات المجريين اللاحقين؛ كما استوطنت المناطق مجتمعات كبيرة من السلاف. في عام 803، هزم الإمبراطور الفرنجي شارلمان حكام الآفار، وأصبحت بانونيا جزءًا من النظام السياسي المسيحي الرسمي للإمبراطورية الكارولنجية للفرنجة، باعتبارها منطقة بانونيا، طوال القرن التاسع، بينما سقطت السهل العظيم تحت نطاق نفوذ الإمبراطورية البلغارية الأولى. وفقًا لبعض الروايات التاريخية، اعتنق بعض حكام الآفار المسيحية بمجرد هزيمتهم على يد الفرنجة، ولكن لا يوجد أثر لعناصر مسيحية في مقابر الآفار الكبيرة في تلك الحقبة.
بحلول نهاية القرن التاسع، بدأ اتحاد من الناطقين باللغة الفنلندية الأوغرية، القبائل المجرية، في الاستقرار في السهل العظيم وبانونيا بقيادة الملك المقدس أرباد (895-حوالي 907)، ما أدى إلى بدء تكوين العرق المجري المعاصر. أعاد العلماء بناء الدين الوثني الأصلي للمجريين-المجريين على أنه دين روحاني وشاماني، وافترضوا أنه كان مشابهًا للشامانية السيبيرية-التنغرية، على أساس القياسات والأدلة اللغوية والفولكلور الحديث والبيانات الأثرية. قارنته الدراسات المبكرة بالديانات السومرية والسكيثية. كما افترضوا وجود إله أعلى، على غرار تنغري السيبيري (يعني الجنة أو الإله باللغة التركية). ومع ذلك، فقد تنازع بعض العلماء حول تحديد السحرة الشبيهين بالشامان المجريين، التالتوز، باعتبارهم شامانًا بالمعنى السيبيري النموذجي، ولم يجدوا أي دليل واضح على الطقوس الشامانية. وصف المؤرخون الإسلاميون في تلك الفترة دين المجريين بأنه قائم على علم التنجيم وعبادة القوى الطبيعية والنار. بناءً على المحظورات اللاحقة من اللوائح المسيحية، هناك دليل على أنهم مارسوا التضحيات في البساتين والينابيع المقدسة.
الدليل على أن المسيحية كانت تمارس بين المجريين قبل خمسينيات القرن التاسع ضعيف. إن مسألة استمرارية المسيحية في المنطقة منذ العصر الروماني لم يتم حلها؛ الأماكن المسيحية للعبادة التي بنيت في القرنين الثالث والرابع في ترانسدانوبيا، المقاطعة الرومانية السابقة بانونيا، وتحت الحكم الكارولنجي في القرن التاسع، أعيد بناؤها واستخدامها من قبل المجريين فقط في القرن الحادي عشر. ومع ذلك، فمن المرجح أن بعض المجتمعات المسيحية من سكان ما قبل المجر في المناطق استمرت تحت حكم الوافدين الجدد، ومن المحتمل أن العبيد المسيحيين، فضلًا عن التجارة مع الأراضي السلافية والجرمانية المسيحية المجاورة، جعلت المجريين على دراية بالمسيحية. كان أول من اعتنق المسيحية المجريون هم الزعيمان بولكسو وجيولا، اللذان تبنوا المسيحية الشرقية في منتصف القرن العاشر، تلاهما أمراء محليون آخرون.